# Симоново (Московская область)
Симоново — деревня в Сергиево-Посадском районе Московской области, в составе муниципального образования Сельское поселение Шеметовское (до 29 ноября 2006 года входила в состав Кузьминского сельского округа).

## Население
| 2002 | 2006 | 2010 |
| ---- | ---- | ---- |
| 2    | →2   | ↘0   |

## География
Симоново расположено примерно в 35 км (по шоссе) на север от Сергиева Посада, по правому берегу запруженной реки Вытравка (левый приток реки Дубны), высота центра деревни над уровнем моря — 159 м.
Деревня связана автобусным сообщением с райцентром и соседними населёнными пунктами. На 2016 год в деревне зарегистрировано 1 садовое товарищество.